# 최광지 홍패
최광지 홍패(崔匡之 紅牌)는 대한민국 전북특별자치도 부안군 부안읍에 있는, 고려 말～조선 초에 활동한 문신 최광지(崔匡之)가 1389년(창왕 1년) 문과 '병과 3인(丙科 第三人)'으로 급제하여 받은 필사본 문서이다. 2020년 4월 23일 대한민국의 보물 제2062호로 지정되었다.

## 지정 사유
보물 제2062호 '최광지 홍패'는 고려 말～조선 초에 활동한 문신 최광지(崔匡之)가 1389년(창왕 1년) 문과 '병과 3인(丙科 第三人)'으로 급제하여 받은 문서로서, 약 630년 전 고려 말에 제작된 매우 희귀한 사료이다. '홍패(紅牌)'는 왕명으로 발급된 과거합격증을 말하며, 보통 홍화씨 등으로 붉게 염색한 종이로 발급되었기 때문에 이러한 명칭을 갖게 되었다.
최광지는 고려 말기～조선 초기에 활동한 학자로, 활동연대는 대략 14～15세기에 이른다. 본관은 전라북도 부안에 집성촌을 둔 전주 최씨로, 당시 정치경제적으로 영향력이 있었던 전주최씨의 위상을 감안할 때 이 홍패는 고려 말～조선 초의 가문과 인물, 제도를 이해하는 데 기초가 된다.
홍패에는 '성균생원 최광지 병과 제삼인 급제자'(成均生員崔匡之丙科第三人及第者)와 '홍무 이십이년 구월 일'(洪武貳拾貳年玖月日)이라는 문장이 두 줄로 적혀 있으며, 발급연월일 위에 '고려국왕지인'(高麗國王之印)의 국새가 찍혀 있다. 문서의 형식과 성격 측면에서도 ‘왕지(王旨)’라는 문서명과 국새가 찍힌 정황으로 보아 임금의 명령을 직접 실천한 공식문서로서 완결된 형식을 갖추고 있다는 점에서 역사적 의의가 있다.
현재까지 국보와 보물로 지정된 고려시대 홍패는 총 6점으로, 시대는 ‘최광지 홍패’보다 빠르지만 왕명이 아닌 관청에서 발급되어 국새가 찍히지 않았다는 점이 다르다. 따라서 왕명의 직인이 찍혀 있고 형식상 완결성을 갖춘 고려시대 홍패로서는 이 '최광지 홍패'가 지금까지 유일하게 알려져 있다. 이러한 형식은 후대로 계승되어 조선시대 공문서 제도에 큰 영향을 끼쳤다는 점에서 중요한 의의가 있다.
보물 제2062호 '최광지 홍패'는 1276년(충렬왕 2년)부터 과거합격증에 '왕지(王旨)'라는 용어를 사용하게 했다는 『고려사』의 기록을 처음 확인시켜 준 실물이자, 조선시대 문서제도와 관련성이 밀접하다는 점에서 역사적, 학술적 가치 및 희소성이 인정되는 자료이다.

## 주해
1. ↑  홍패란 고려～조선에서 발급된 문과(文科)와 무과(武科) 합격증을 말하며, 보통 홍화씨 등으로 붉게 염색한 종이로 발급되었기 때문에 이러한 명칭으로 불리게 되었다. 반면 생원‧진시시험 통과자에게는 합격증이 흰 종이로 발급되었기 때문에 이를 ‘백패(白牌)’라고 불렀다.
2. ↑  최광지(崔匡之): 생몰년은 미상이며, 고려 말기～조선 초기에 활동한 문관. 족보에는 1389년 문과에 급제했다는 기록만 존재한다. 본관은 전라북도 부안에 집성촌을 둔 전주 최씨로, 당시 정치‧경제적으로 영향력이 있었던 전주최씨의 위상을 감안할 때 이 홍패는 고려 말～조선 초의 가문과 인물, 제도를 이해하는 데 기초가 된다.
3. ↑  병과 제3인(丙科 第三人)이란 고려 말기 문과의 등제(登第) 중 ‘병과’에 해당한다는 의미로, 문과의 등제는 을과(乙科), 병과(丙科), 동진사(同進士)로 구분되어 있었으며, 정원은 총 32인으로, 을과에 3인, 병과에 7인, 동진사에 22인이었다. 따라서 ‘병과 제3인’의 최광지의 성적은 전체 6등에 해당된다.
4. ↑    - 고려 시대 홍패 현황

| 연번 | 문화재명                  | 발급 연대             | 지정현황     | 비 고                                     |
| ---- | ------------------------- | --------------------- | ------------ | ----------------------------------------- |
| 1    | 장양수 홍패 (張良守 紅牌) | 1205년(희종 1) 4월    | 국보 제181호 |                                           |
| 2    | 우탁 홍패 (禹倬 紅牌)     | 1290년(충렬왕 16) 5월 | 비지정       |                                           |
| 3    | 장계 홍패 (張桂 紅牌)     | 1305년(충렬왕31) 5월  | 보물 제501호 |                                           |
| 4    | 이자수 홍패 (李子脩 紅牌) | 1330년(충혜왕 1) 11월 | 비지정       | 원본은 현존하지 않고 족보에 내용만 전해짐 |
| 5    | 양이시 홍패 (楊以時 紅牌) | 1355년(공민왕 4) 2월  | 보물 제725호 | ‘남원양씨 종중 문서 일괄’에 포함됨        |
| 6    | 양수생 홍패 (楊首生 紅牌) | 1376년(우왕 2) 6월    | 보물 제725호 | '남원양씨 종중 문서 일괄'에 포함됨        |

## 참고 자료
- 최광지 홍패 - 국가유산청 국가유산포털
- 이 문서에는 문화재청에서 공공누리 제1유형으로 배포된 자료를 바탕으로 한 내용이 포함되어 있습니다.